# St.-Katharinen-Kathedrale (Utrecht)

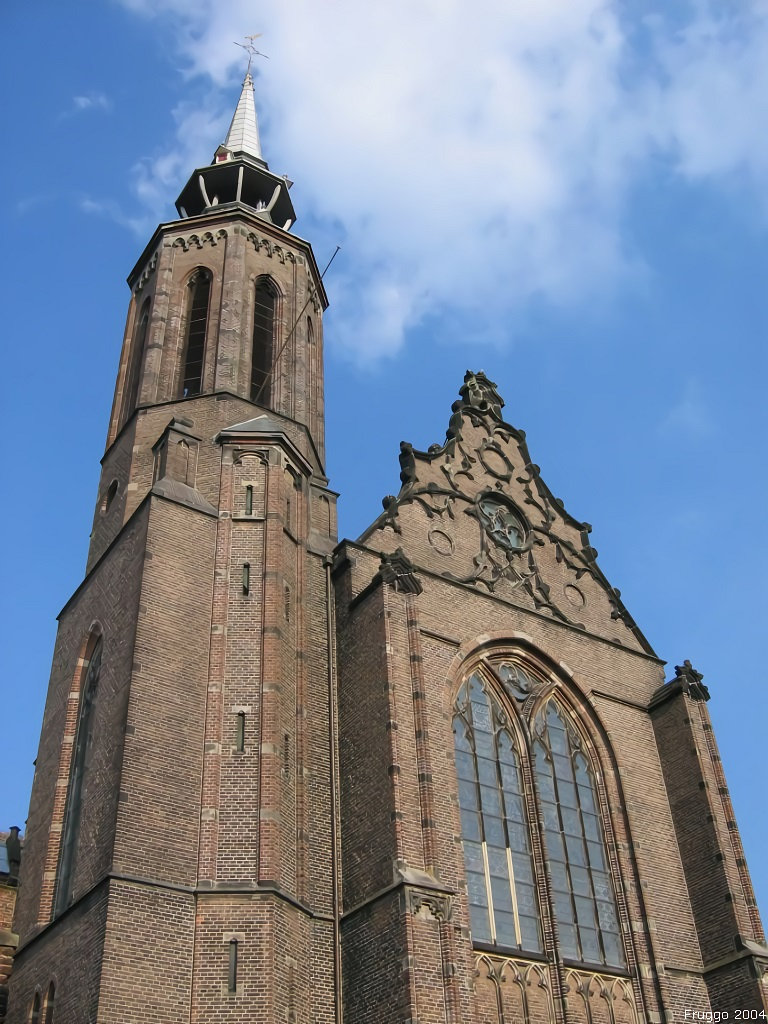
St. Katharina von Westen

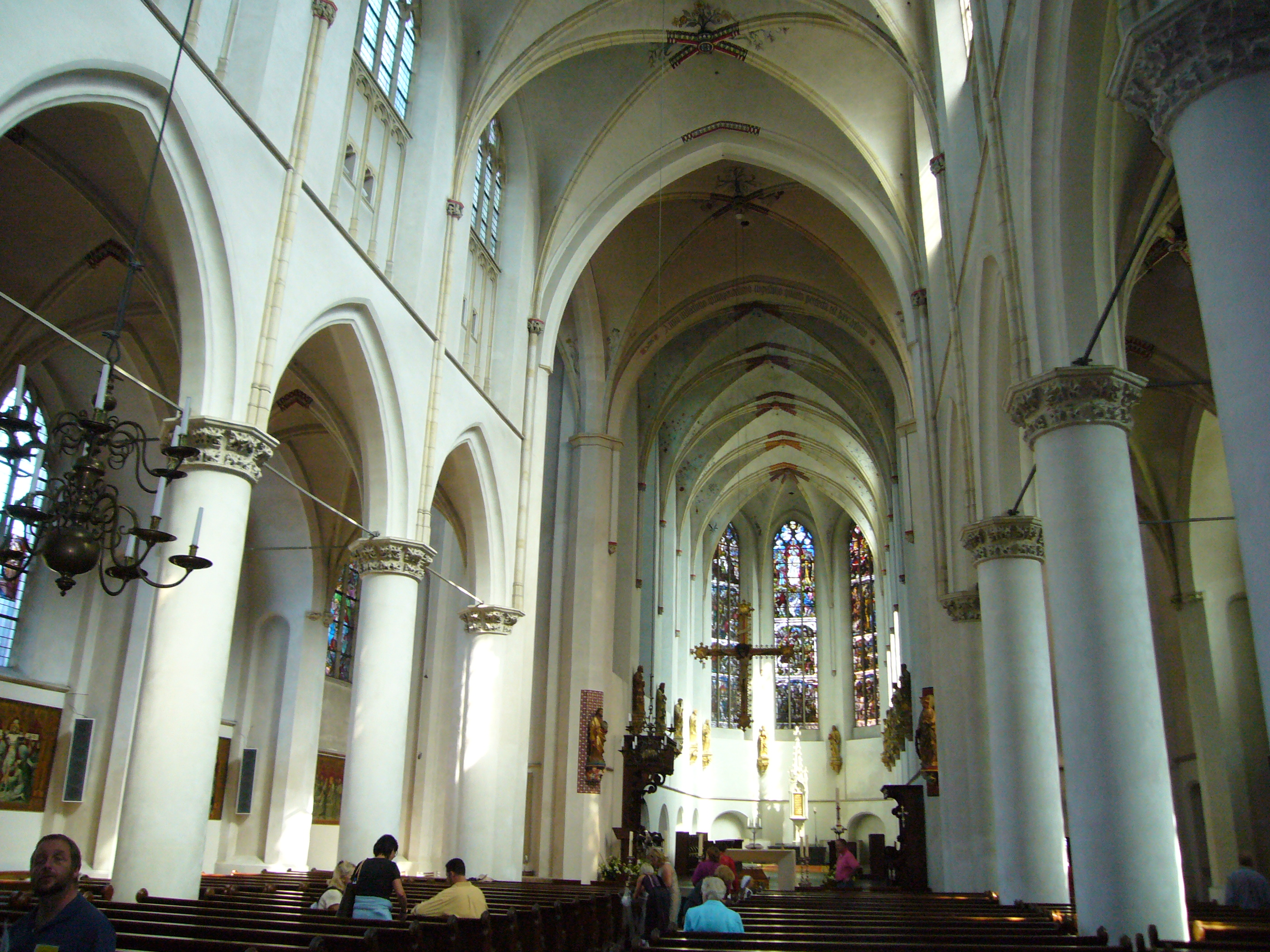
Inneres

Die St.-Katharinen-Kathedrale (ndl. Sint-Catharinakathedraal, meist einfach Catharijnekerk, „Katharinenkirche“) in Utrecht ist die Bischofskirche des römisch-katholischen Erzbistums Utrecht.
Anfang 2019 beschloss das Erzbistum Utrecht, die Katharinen-Kathedrale zu schließen und einen anderen Bischofssitz zu suchen, sei es in einer Pfarrkirche in Utrecht oder in Apeldoorn. Angesichts des breiten Widerstandes setzte Kardinal Willem Jacobus Eijk diesen Beschluss am 2. März 2019 aus.

## Geschichte und Architektur
Die Kirche mit dem Patrozinium der heiligen Katharina von Alexandrien war ursprünglich eine Klosterkirche der Karmeliten im Catharijneconvent und später der Johanniter. Sie wurde 1560 im spätgotischen Übergangsstil als dreischiffige Basilika mit Querhaus fertiggestellt. 
Die Konventsgebäude sind weitgehend erhalten und beherbergen ein Museum für niederländische Kirchengeschichte.
Schon zwanzig Jahre nach ihrer Vollendung wurde die Katharinenkirche als Folge der Reformation profaniert und diente danach verschiedenen Zwecken. Ab 1636 wurde sie als reformierte Kirche wieder in gottesdienstlichen Gebrauch genommen. In dieser Zeit wurden berühmte Utrechter wie der kalvinistische Theologe Gisbert Voetius und die Maler Abraham Bloemaert und Gerrit van Honthorst in der Kirche bestattet.
1795 wurden in den Niederlanden die Beschränkungen für den katholischen Kultus aufgehoben und die Katholiken Utrechts suchten nach einem geeigneten Gottesdienstort. 1815 wurde die Katharinenkirche der katholischen Kirche überlassen, zunächst als Garnisonkirche, ab 1842 als Pfarrkirche.
1853 wurde die römisch-katholische Hierarchie für die protestantischen Teile der Niederlande wieder hergestellt. Utrecht wurde, wie schon im Mittelalter, Sitz eines katholischen Erzbischofs, und die Katharinenkirche wurde zur Kathedrale erhoben.
Im Jahr 1900 wurde das Langhaus unter der Leitung von Alfred Tepe um ein Joch nach Westen verlängert. Der neue Giebel mit Renaissance-Zierformen ist eine Kopie des ursprünglichen. Gleichzeitig wurde der 53 Meter hohe Turm nach dem Vorbild des Rathausturms von Kampen errichtet.

## Ausstattung
Ab 1859 hatte die Kathedrale durch Friedrich Wilhelm Mengelberg und seine Werkstatt eine neugotische Ausstattung erhalten. Diese wurde um 1960 entfernt; nach Zeichnungen von Pieter Jansz. Saenredam wurde die Ausstattung von 1636 rekonstruiert. Nachdem gegen Ende des 20. Jahrhunderts die Neugotik neue Wertschätzung erfuhr, wurden mehrere Stücke aus dieser Zeit wieder in die Kirche gebracht, darunter Mengelbergs 14 Kreuzwegstationen von 1898.
Unter dem Hauptaltar steht der Schrein des zweiten Patrons der Kathedrale, des heiligen Willibrord; er entstand 1939.

## Orgel

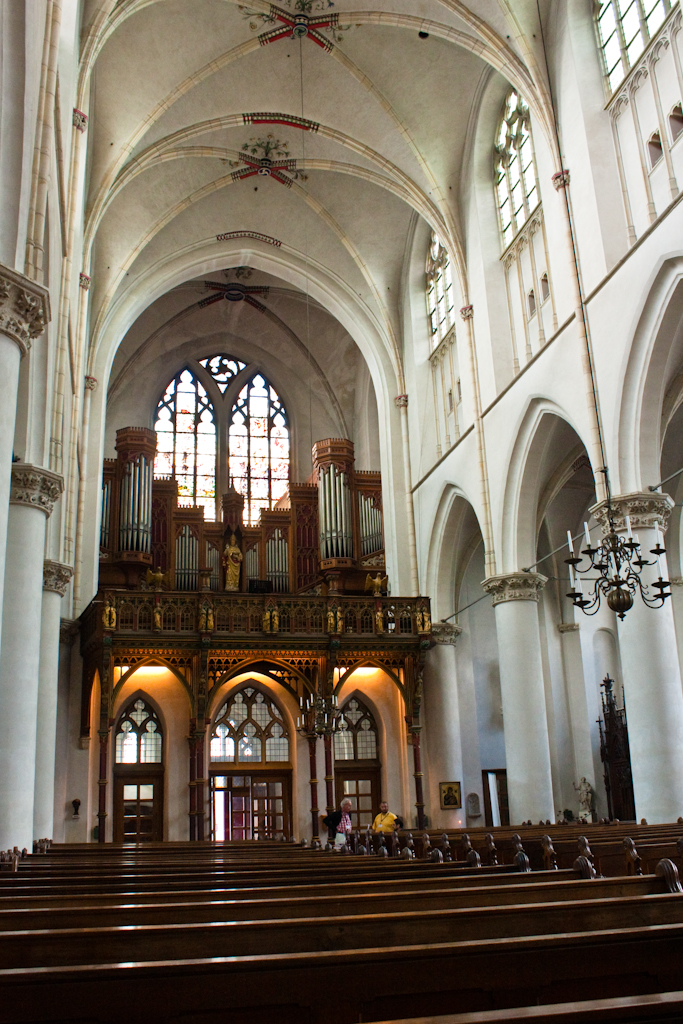
Orgel

Die Orgel über dem Hauptportal wurde 1903 von dem Utrechter Orgelbauer Michaël Maarschalkerweerd als zweimanualiges Instrument mit Pedal gebaut. 1939 wurde sie um einige Register und ein drittes Manual erweitert. 1996 erfolgte eine Restaurierung.
| I. Manuaal C–g3 |                    |     |
| 01.             | Prestant           | 16′ |
| 02.             | Bourdon            | 16′ |
| 03.             | Prestant           | 08′ |
| 04.             | Violon             | 08′ |
| 05.             | Bourdon            | 08′ |
| 06.             | Flûte harmonique 0 | 08′ |
| 07.             | Octaaf             | 04′ |
| 08.             | Gemshoorn          | 04′ |
| 09.             | Roerfluit          | 04′ |
| 10.             | Quint              | 03′ |
| 11.             | Octaaf             | 02′ |
| 12.             | Mixtuur II-III     |     |
| 13.             | Cornet V (D)       | 08′ |
| 14.             | Trompet            | 08′ |

| II. Manuaal C–g3 |                    |    |
| 15.              | Vioolprestant      | 8′ |
| 16.              | Quintadeen         | 8′ |
| 17.              | Flûte octaviante 0 | 4′ |
| 18.              | Woudfluit          | 2′ |
| 19.              | Trompet            | 8′ |
| 20.              | Dulciaan           | 8′ |

| III. Manuaal C–g3 |                  |    |
| 21.               | Holpijp          | 8′ |
| 22.               | Viola di Gamba 0 | 8′ |
| 23.               | Vox célèste      | 8′ |
| 24.               | Violine          | 4′ |
| 25.               | Basson-Hobo      | 8′ |

| Pedaal C–f1 |             |     |
| 26.         | Contrabas   | 16′ |
| 27.         | Subbas      | 16′ |
| 28.         | Octaafbas 0 | 08′ |
| 29.         | Cello       | 08′ |
| 30.         | Bazuin      | 16′ |
| 31.         | Tuba        | 08′ |

- Koppeln: II/I, III/I (auch als Suboktavkoppel), III/II, I/P, II/P, III/P